# Шиляково (Алёшинское сельское поселение)
Шиляково — деревня в Кирилловском районе Вологодской области.
Входит в состав Алёшинского сельского поселения, с точки зрения административно-территориального деления — центр Алёшинского сельсовета.
Расстояние до районного центра Кириллова по автодороге — 13,5 км, до центра муниципального образования Шиндалово по прямой — 4 км. Ближайшие населённые пункты — Косые Гряды, Сокирино, Васькино, Леунино, Кузино, Ананьино, Макаровская.
По переписи 2002 года население — 32 человека (14 мужчин, 18 женщин). Всё население — русские.